# ارکولس (بازیکن فوتبال، زاده ۱۹۱۲)
ارکولس (پرتغالی: Hércules; ۲ ژوئیهٔ ۱۹۱۲ – ۳ سپتامبر ۱۹۸۲ (۷۰ سال)) بازیکن فوتبال اهل برزیل بود.
از باشگاه‌هایی که در آن بازی کرده‌است می‌توان به باشگاه فوتبال سائو پائولو، باشگاه فوتبال فلومیننزه، و باشگاه فوتبال کورینتیانس اشاره کرد.
وی همچنین در تیم ملی فوتبال برزیل بازی کرده‌است.